# Chapelle Saint-Fiacre de Treffiagat
La chapelle Saint-Fiacre est un édifice religieux catholique situé sur la commune de Treffiagat dans le Finistère. Elle est située à quelques minutes de l'ancien bourg de Treffiagat.
Elle est dédiée, comme son nom l’indique, à Saint Fiacre, saint guérisseur, patron des jardiniers. Son pardon est célébré le 1er dimanche de septembre.

## Historique
La chapelle est construite au XVIe siècle. Elle est restaurée en 1852.
Selon la légende locale, lors du pardon, les marins venaient balayer la chapelle. Là, ils jetaient la poussière du côté où ils voulaient que le vent souffle. C’était leur manière de demander un temps favorable à la pêche.
En période de sécheresse persistante, cette fois, c’était les paysannes qui venaient balayer le sol en respectant un axe, selon la direction d’où la pluie devait arriver.

## Architecture
De style gothique flamboyant, son portail à angles brisés et à lancettes n'est ni dans l'axe du fleuron, ni dans celui du lanternon.
Les pans du toit sont également dissymétriques, ornés de crochets et d'acrotères. Deux lamiers coupent la verticalité.

## Fontaine
Une fontaine est incrustée dans le mur du chevet de la chapelle, ce qui est assez rare. Cette fontaine était utilisée pour la guérison de la coqueluche.
Les échaliers que l’on voit de chaque côté servent à empêcher les animaux de rentrer dans cet espace consacré et de salir les eaux de la fontaine.